# Atrocitățile Armatei Roșii
Din județul Bihor, mai precis Bihorul de Nord (care în septembrie 1940 a fost anexat de Ungaria) au fost deportați peste 1.000 de etnici germani, la ordinul Comandamentului Militar Sovietic din Orosháza (Ungaria), deoarece Kremlinul a considerat, în pofida Convenției de Armistițiu semnată de România cu Puterile Aliate, Transilvania de Nord ca fiind teritoriu  maghiar ocupat de trupele sovietice. Artificiul juridic introdus de Andrei Ianuarievici Vâșinski în art. 19 al Armistițiului lăsa o marjă largă de interpretare (... ca Transilvania, sau o bună a parte a ei, să revină României ...).
Ca atare, la 13 ianuarie 1945, în gara principală din Oradea au fost îmbarcați etnici germani din satele Tărian, Palota, Seleuș, Tăuteu etc. cu destinația Donbass, bazin carbonifer din (Ucraina). Ordinea enumerării concordă cu mărimea grupurilor minoritare germane din aceste localități. În locuințele părăsite au fost mutați coloniști unguri aduși de autoritățile Ungariei în anii 1940-1944. Aceștia erau originari din regiuni situate la vest de Tisa și din sudul Slovaciei, teritoriu anexat de Ungaria (în Bihor 40.000 de familii, în Satu Mare 29.000).
Odată cu reîntoarcerea celor 32.000 de români expulzați din Bihorul de Nord a izbucnit un scandal, întrucât reveniții își revendicau gospodăriile confiscate. Soarta Transilvaniei de Nord nefiind soluționată în acel moment, milițiile populare, formate exclusiv din etnici maghiari, au încercat să împiedice reîntoarcerea românilor. După câteva săptămâni de locuit în vagoane, românii s-au bucurat de sprijinul armat al Batalionului Român de Reparații Căi Ferate. Stări conflictuale au fost în localitățile Roșiori (Félegyház), Diosig (Diószeg), Șimian (Semjén), Pișcolt, Gelu, Horea etc. Pentru aplanarea conflictului a fost necesară intervenția maiorului Gorbunov, un consilier sovietic.
Cei care au aplicat ordinul făceau parte din administrația provizorie a Bihorului de Nord și erau de alte etnii. Prefectul era András Csillag, subprefectul Román Pollák, primarul Oradiei Károly Ványa.
După retrocedarea oficială la 9 martie 1945 a Ardealului de Nord, administrația română a revenit la finele lunii aprilie de la Beiuș, unde se retrăsese în septembrie 1940. Într-o primă fază, cercurile maghiare locale, cu orientare politică de stânga, au încercat să obstrucționeze reinstalarea administrației românești. S-a ajuns la un compromis cu noile autorități comuniste în sensul păstrării în posturi a funcționarilor aduși aici, între 1940-1944, de autoritățile Ungariei. Astfel s-a ajuns la dublarea numărului salariaților publici. Justificarea acestei situații a fost oferită de proaspăta lege a minorităților, propusă și susținută de fruntașul comunist Vasile Luca (László Luka).
Supraviețuitorii germani ai deportării la muncă forțată în Ucraina s-au reîntors la casele lor din Bihor la sfârșitul anului 1946. Au revenit în țară prin punctele de trecere a frontierei Sighetul Marmației, Halmeu (Satu Mare) și Episcopia Bihor. Între timp, fuseseră deposedați de averi, atât în baza legii CASBI, cât și în temeiul articolului 3 al Legii Reformei Agrare (23 martie 1945). Coloniștii unguri care fuseseră mutați în casele lor au fost obligați, prin intervenția Legiunii de jandarmi Bihor, să le părăsească. Soluționarea strămutării coloniștilor unguri a survenit prin repatrierea în Slovacia a populației slovace din satele Chioag, Fegernic, Sârbi, Șinteu, Huta, Nova Huta, Budoi etc., după ce minoritatea activase 250 de ani în exploatările forestiere bihorene. Cazării coloniștilor unguri i-au fost destinate castelul contelui Stubenberg din Săcuieni, vila sa din Diosig și imobilele abației romano-catolice de Molk (Voivozi-Popești). Autoritățile epocii urmăreau păstrarea unei anumite balanțe etnice în perspectiva deciziei finale ce urma sa fie adoptată la Conferința de Pace de la Paris (februarie 1947).